# Величко, Ольга Евгеньевна
Ольга Евгеньевна Величко (род. 20 ноября 1965, Орджоникидзе) — советская и российская фехтовальщица, чемпионка СССР (1984), чемпионка России (1999), чемпионка Европы (1998), двукратная чемпионка мира (1986, 1989), призёр соревнований «Дружба-84» (1984), участница Олимпийских игр (1992, 1996). Заслуженный мастер спорта СССР (1989).

## Биография
В возрасте 10 лет начала заниматься фехтованием на рапирах под руководством Людмилы Щербич.
В 1984 году стала чемпионкой СССР в личном зачёте и готовилась принять участие в Олимпийских играх в Лос-Анджелесе, но не смогла выступить там, так как политическое руководство СССР приняло решение о бойкоте этих Игр советскими спортсменами. На соревнованиях «Дружба-84», проходивших в июле 1984 года в Будапеште, стала серебряным призёром в командном турнире.
В последующие годы многократно привлекалась в сборную СССР, в 1986 году становилась чемпионкой мира в командном зачёте, а в 1989 году завоевала звание чемпионки мира в личном первенстве.
В 1992 году стала серебряным призёром чемпионата СНГ и в составе Объединённой команды участвовала в Олимпийских играх в Барселоне.
С 1993 по 2000 год входила в сборную России, в составе которой выступала на Олимпийских играх в Атланте (1996), выиграла золотую медаль чемпионата Европы в Пловдиве (1998).
В 2000 году завершила свою спортивную карьеру. С 2010 года занимается тренерской деятельностью в СШОР по фехтованию в городе Химки.

## Образование
Окончила Северо-Осетинский государственный университет имени К. Л. Хетагурова.

## Семья
- Анвар Ибрагимов (род. 1965) — муж, советский и российский фехтовальщик, чемпион Олимпийских игр (1988).
- Камиль Ибрагимов (род. 1993) — сын, российский фехтовальщик, двукратный чемпион мира (2013, 2016).
- Камилла Ибрагимова (род. 2003) — дочь, российская фехтовальщица на рапирах.